# Estación de Santos
La Estación Ferroviaria de Santos es una estación de la Línea de Cascaes, que sirve a la parroquia de Santos-o-Velho, en la ciudad de Lisboa, en Portugal.

## Descripción

### Localización y accesos
La estación tiene acceso por la Avenida 24 de julio, en Lisboa.

### Vías y plataformas
En enero de 2011, contaba con dos vías de circulación, ambas con 255 metros de longitud; las plataformas tenían 273 y 205 metros de extensión, y presentaban ambas 110 centímetros de altura.

## Historia

### Inauguración
El tramo entre las Estaciones de Alcântara-Mar y Cais do Sodré, donde esta plataforma se inserta, fue abierto a la explotación el 4 de septiembre de 1895.